# Microcharis butayei
Microcharis butayei là một loài thực vật có hoa trong họ Đậu. Loài này được (De Wild.) Schrire mô tả khoa học đầu tiên.